# Myrmarachne bakeri
Myrmarachne bakeri este o specie de păianjeni din genul Myrmarachne, familia Salticidae, descrisă de Banks, 1930. Conform Catalogue of Life specia Myrmarachne bakeri nu are subspecii cunoscute.